# Mutten GR
| GR ist das Kürzel für den Kanton Graubünden in der Schweiz. Es wird verwendet, um Verwechslungen mit anderen Einträgen des Namens Mutten zu vermeiden. |

Mutten (im walserdeutschen Ortsdialekt Mutte [mutə], in der romanischen Nachbarschaft rätoromanisch Mut) ist eine Walsersiedlung in Mittelbünden. Bis am 31. Dezember 2017 bildete sie eine eigene politische Gemeinde, gehört aber seither der Gemeinde Thusis an.

## Geographie

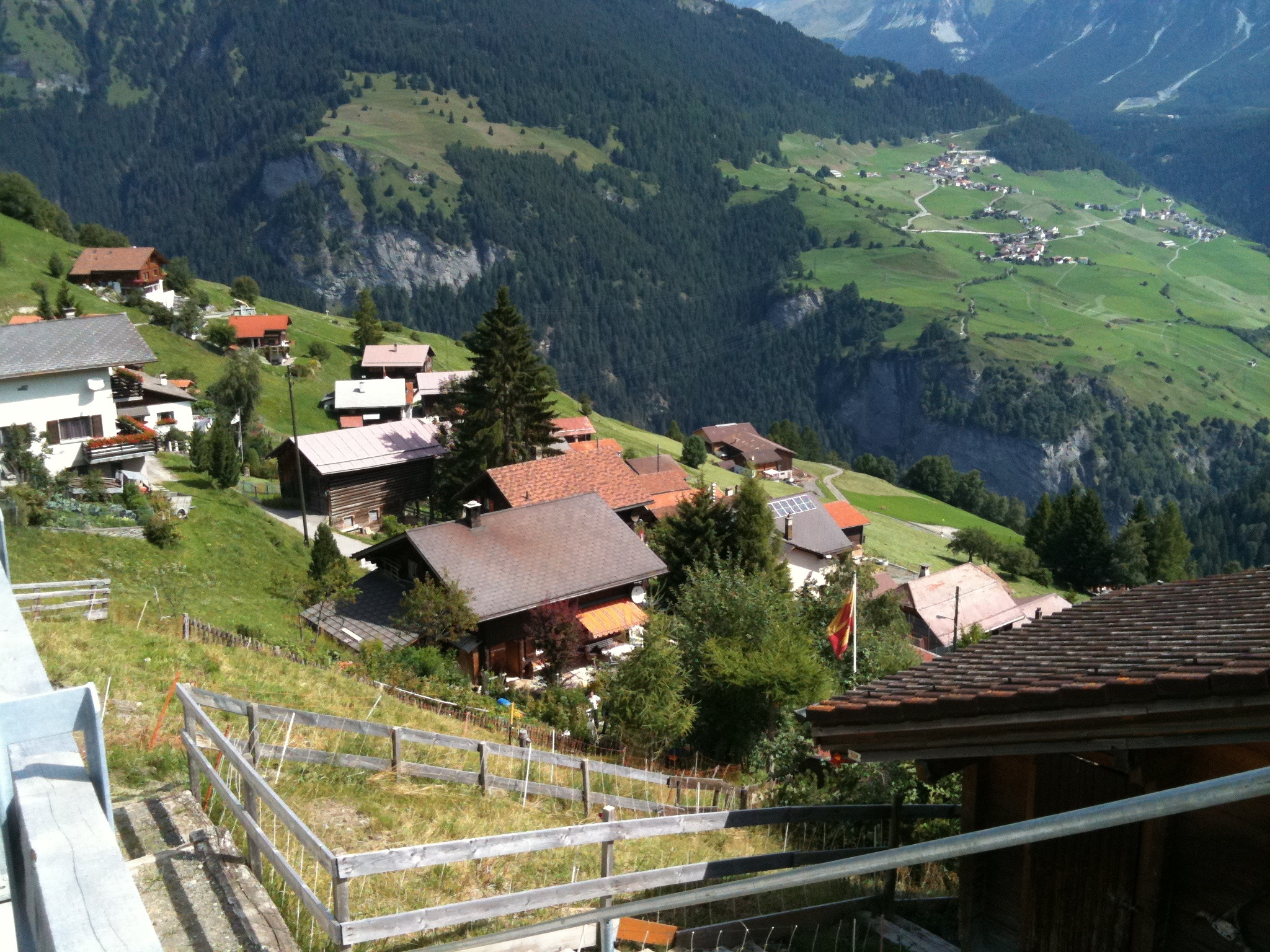
Mutten Dorf

Mutten liegt am Nordabhang des Muttnerhorns und östlich der Muttner Höhi zwischen dem Hinterrhein und der Albula.
Die Ortschaft weist nicht den für viele Walsersiedlungen typischen Streucharakter auf, sondern besteht aus dem kompakten Dorf Untermutten (1450 m, im Ortsdialekt underem Woolt [ʊndərəm ʋoːlt]) und den nur im Sommer bewohnten Ortsteilen Stafel (1761 m, im Ortsdialekt Stoofel [ʃtoːfəl]) und Obermutten (1863 m, im Ortsdialekt zouberscht uuff [tsoːʊbərʃt uːfː]).
Vom gesamten Gemeindegebiet von 991 ha sind 600 ha von Wald und Gehölz bedeckt. Ferner sind 292 ha landwirtschaftlich nutzbar, wenn auch zum Grossteil nur als Maiensässen. Weitere 87 ha sind unproduktive Fläche (meist Gebirge) und 12 ha Siedlungsfläche.

## Geschichte

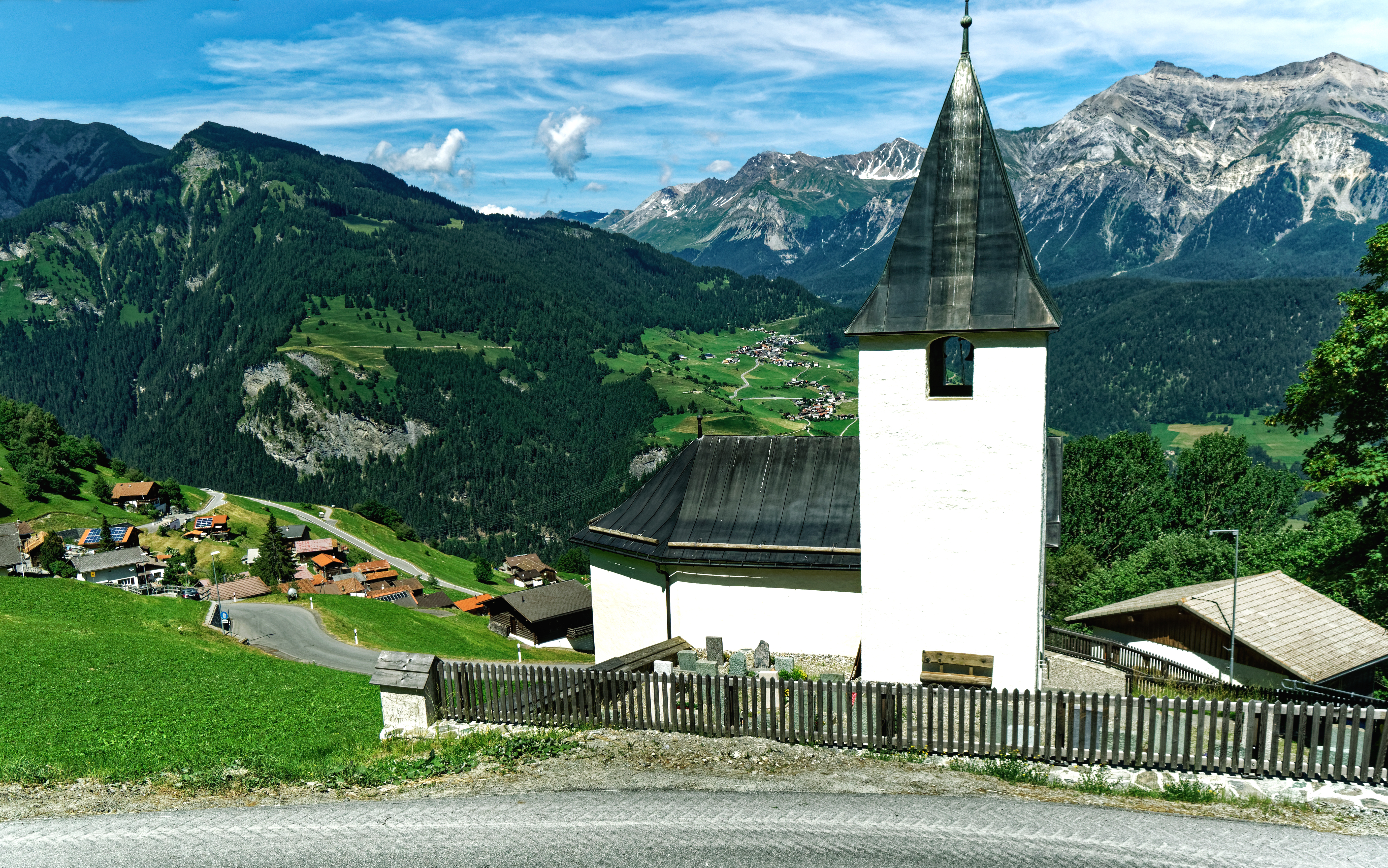
Die reformierte Kirche in Mutten

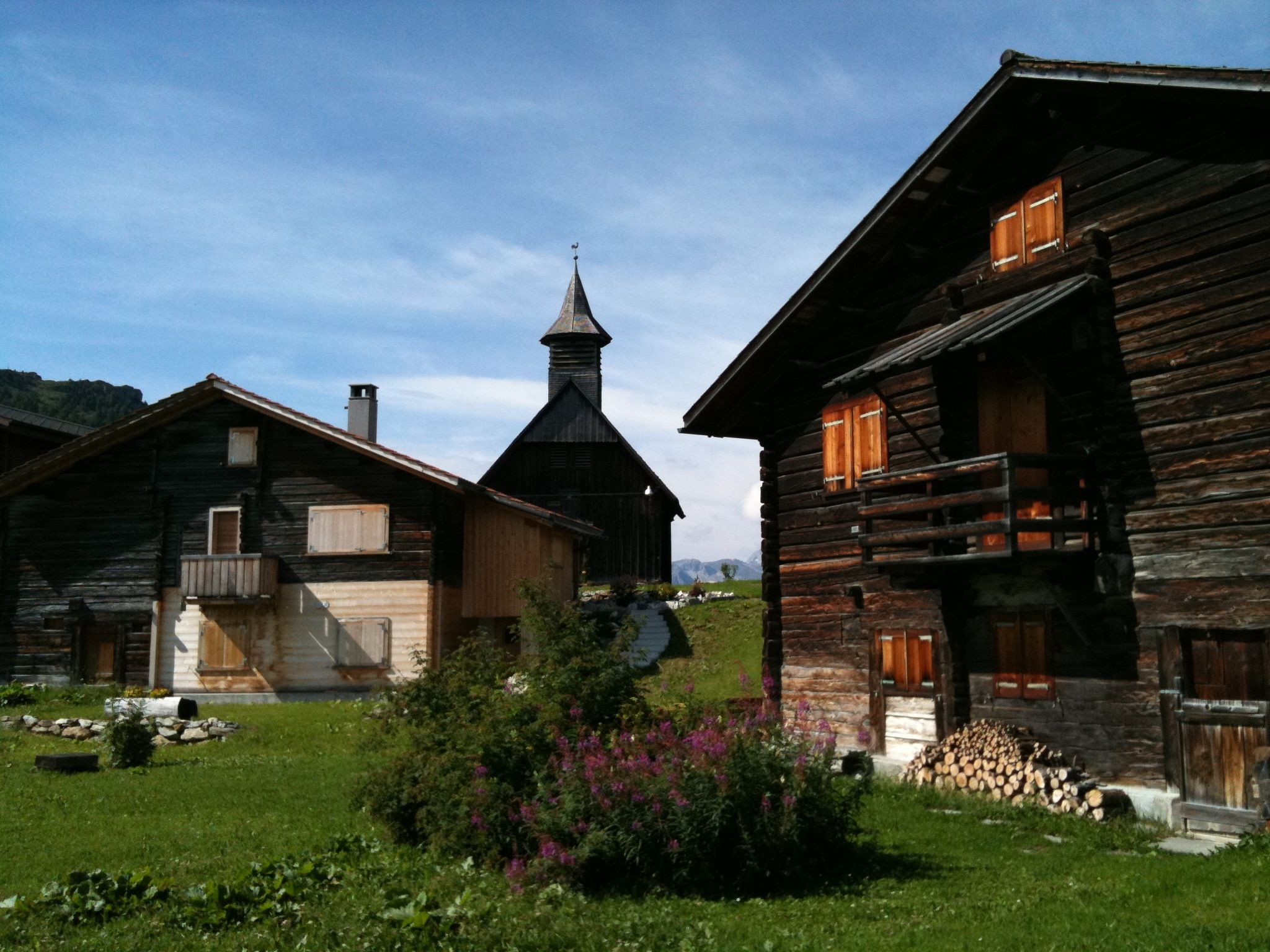
Obermutten mit Holzkirche

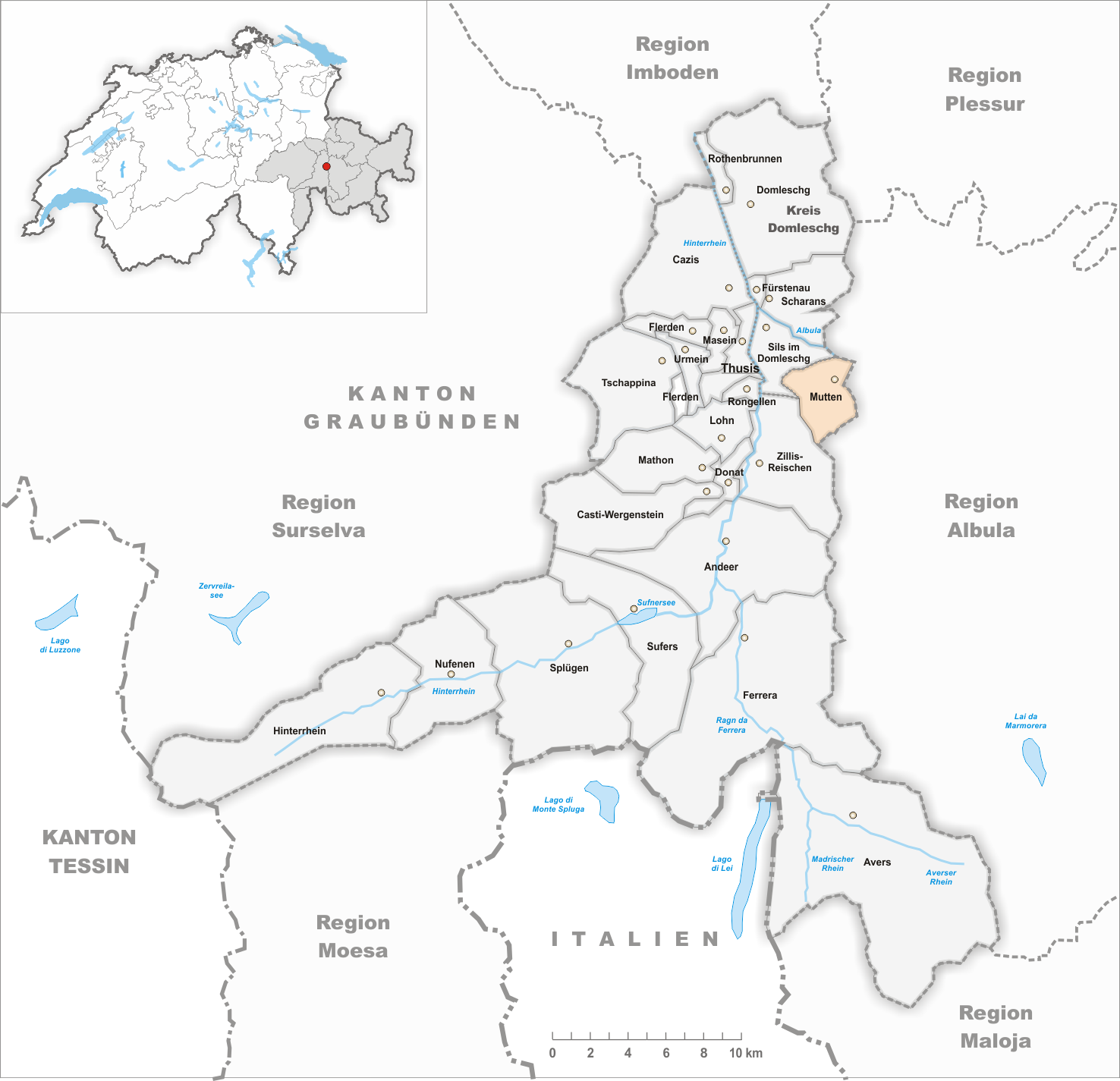
Gemeindestand vor der Fusion am 1. Januar 2018

Mutten ist eine Siedlung der deutschsprachigen Walser inmitten von bündnerromanischen Gemeinden. Es ist denkbar, dass die Siedlung im 14. Jahrhundert von den Freiherren von Vaz angelegt worden ist, um den schmalen Passstreifen zwischen deren Besitzungen im Schams und im Albulatal zu sichern. Der Ortsname selber war ursprünglich ein romanischer Flurname, der zu einem vorlateinischen Stamm *motta und *mŭtt(a) mit der Bedeutung «Erdhaufen» (woher romanisch muot, muotta bzw. italienisch motta «Hügel, Anhöhe, Bergkuppe») gehört. Dieser Flurname wurde im Spätmittelalter von den eingewanderten Walsern übernommen und auf die neue Siedlung übertragen.
Mit Stierva bildete Mutten ein Viertel der Gerichtsgemeinde Obervaz, besass aber einen eigenen Ammann und ab 1655 ein Ehegericht. Kirchlich gehörte Mutten zu Stierva. 1582 trat es zur Reformation über. Kirchen entstanden 1583/1584 in Untermutten und 1718 in Obermutten.
Die Bewohner lebten von Viehwirtschaft und vom Ackerbau mit Feldern in isolierter, nur über prekäre Fusswege erreichbarer Lage. Die Alpwirtschaft auf drei Stufen bedingte den Ortswechsel der ganzen Bevölkerung im Jahreslauf. Die 1869 erbaute Strasse, seit 1903 mit Anschluss an die Station Solis an der Albulalinie der Rhätischen Bahn, ermöglicht einen bescheidenen Tourismus. 1946 brannte ein grosser Teil von Obermutten nieder. 2005 stellte der erste Sektor 83 Prozent der Arbeitsplätze. 1959 bis 2017 war Mutten Partnergemeinde von Riehen.
Im Gefolge der Bündner Gebietsreform wechselte die Gemeinde Mutten auf den 1. Januar 2016 vom aufgehobenen Kreis Alvaschein (Region Albula) in die neu gegründete Region Viamala. Auf den 1. Januar 2018 schloss sie sich der politischen Gemeinde Thusis an.

## Wappen
| Wappen von Mutten GR | Blasonierung: «Geteilt von Gold (Gelb) und Rot, belegt mit zwei Holzhäusern» |
| Wappen von Mutten GR | Die beiden Häuser stehen für die Siedlungen Untermutten und Obermutten.      |

## Bevölkerung
| Bevölkerungsentwicklung | Bevölkerungsentwicklung | Bevölkerungsentwicklung | Bevölkerungsentwicklung | Bevölkerungsentwicklung | Bevölkerungsentwicklung | Bevölkerungsentwicklung | Bevölkerungsentwicklung | Bevölkerungsentwicklung | Bevölkerungsentwicklung | Bevölkerungsentwicklung |
| ----------------------- | ----------------------- | ----------------------- | ----------------------- | ----------------------- | ----------------------- | ----------------------- | ----------------------- | ----------------------- | ----------------------- | ----------------------- |
| Jahr                    | 1803                    | 1850                    | 1900                    | 1910                    | 1950                    | 1980                    | 1990                    | 2000                    | 2004                    | 2016                    |
| Einwohner               | 98                      | 132                     | 193                     | 99                      | 125                     | 83                      | 81                      | 80                      | 87                      | 67                      |

### Sprachen
Da die Bevölkerung aus Walsern besteht, ist die Gemeinde im Gegensatz zum Umland seit jeher deutschsprachig. Dies belegt auch folgende Tabelle:
| Sprachen in Mutten | Sprachen in Mutten | Sprachen in Mutten | Sprachen in Mutten | Sprachen in Mutten | Sprachen in Mutten | Sprachen in Mutten |
| Sprachen           | Volkszählung 1980  | Volkszählung 1980  | Volkszählung 1990  | Volkszählung 1990  | Volkszählung 2000  | Volkszählung 2000  |
| Sprachen           | Anzahl             | Anteil             | Anzahl             | Anteil             | Anzahl             | Anteil             |
| ------------------ | ------------------ | ------------------ | ------------------ | ------------------ | ------------------ | ------------------ |
| Deutsch            | 81                 | 97,59 %            | 80                 | 98,77 %            | 79                 | 98,75 %            |
| Rätoromanisch      | 2                  | 2,41 %             | 1                  | 1,23 %             | 1                  | 1,25 %             |
| Einwohner          | 83                 | 100 %              | 81                 | 100 %              | 80                 | 100 %              |

### Religion und Nationalität
Mutten trat 1582 zur Reformation über und ist die einzige reformierte Gemeinde im unteren Albulatal.
Von den Ende 2004 87 Bewohnern waren 86 Schweizer Staatsangehörige. 2005 stellte der erste Wirtschaftssektor 83 % der Arbeitsplätze.

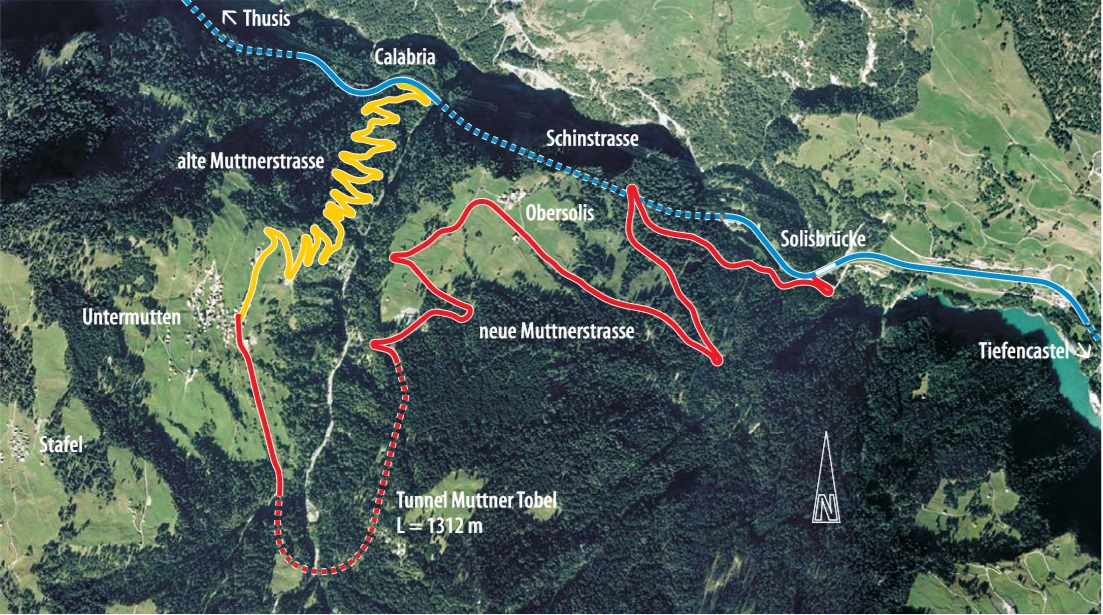
Alte und neue Muttnerstrasse. Die neue Muttnerstrasse (rot) zweigt bei der Soliser Brücke von der Schinstrasse ab und hat eine Steigung von 10 %. Um Mutten zu erreichen, sind heute nur noch sechs anstelle der bisherigen 21 Wendekehren der alten Strasse (gelb) erforderlich.

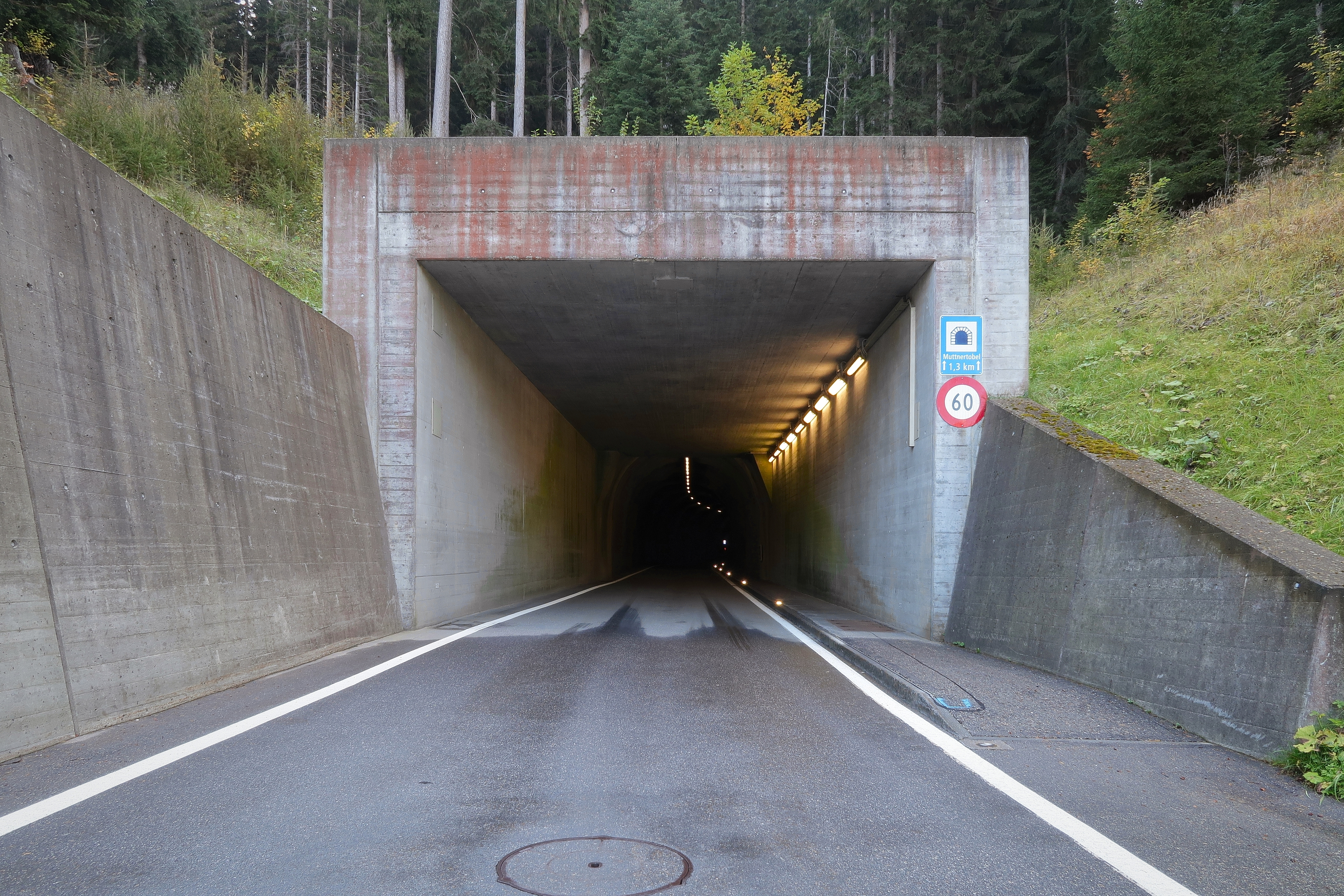
Ostportal des 1312 m langen Tunnels Muttner Tobel, der in einem 180°-Bogen das rutschgefährdete Muttner Tobel unterquert.

### Vereine
Die sieben Vereine der Gemeinde Mutten bereichern das kulturelle und sportliche Angebot. Es gibt einen Skiclub, den Schützen-, Walser-, Samariter- und Frauenverein, die IG Mutten sowie einen Pur-Natur-Produkte-Verein.

## Verkehr
Die 1869 eröffnete Strasse führte von Calabria in der Schinschlucht über 21 Wendekehren nach Mutten. Seit 1903 ermöglichte die Albulalinie der Rhätischen Bahn mit der in der Schinschlucht gelegenen Station Solis einen bescheidenen Tourismus. Seit 2006 führt eine neuerstellte 6,4 Kilometer lange einspurige Strasse vom neuen Abzweigpunkt an der Schinstrasse in Solis über Obersolis nach Mutten. Sie ersetzte die alte, unterhaltsaufwendige Naturstrasse, die noch aus der Zeit der Fuhrwerke stammte. Hauptbestandteil der neuen Verbindung ist ein 1312 Meter langer Tunnel, der das Muttnertobel gefahrenlos unterquert. Die Baukosten der neuen Zufahrt betrugen 35 Millionen Franken. Die Strasse wird von der Postautolinie 90.521 Thusis–Solis–Mutten–Obermutten benutzt.

## Sehenswürdigkeiten
Unter Denkmalschutz stehen die reformierte Dorfkirche und die Holzkirche in Obermutten, beide sind Etappenorte des Walserwegs Graubünden. Unmittelbar neben der Obermuttner Kirche steht das älteste Haus des Dorfes, ein Walser Langhaus aus dem Jahr 1695. Es wurde zum Museum umgestaltet, in dem die Dauerausstellung «Weil noch das Lämpchen glüht» zu sehen ist.
Eine Aktion, um die Bekanntheit des Dorfes zu steigern, brachte die Ankündigung, alle Follower auf Facebook an einer Pinnwand sichtbar werden zu lassen; im International Museum Of Friendship sind über 40'000 Portraits zu finden.